# Crematogaster depressa
Crematogaster depressa är en myrart som först beskrevs av Pierre André Latreille 1802.  Crematogaster depressa ingår i släktet Crematogaster och familjen myror.

## Underarter
Arten delas in i följande underarter:
- C. d. adultera
- C. d. depressa
- C. d. fuscipennis